# Andrejan Dmitrievič Zacharov
Andrejan Dmitrievič Zacharov (San Pietroburgo, 19 agosto 1761 – San Pietroburgo, 8 settembre 1811) è stato un architetto russo.
Fu uno dei principali esponenti del Neoclassicismo russo, tra i più rappresentativi dello Stile Impero.

## Biografia

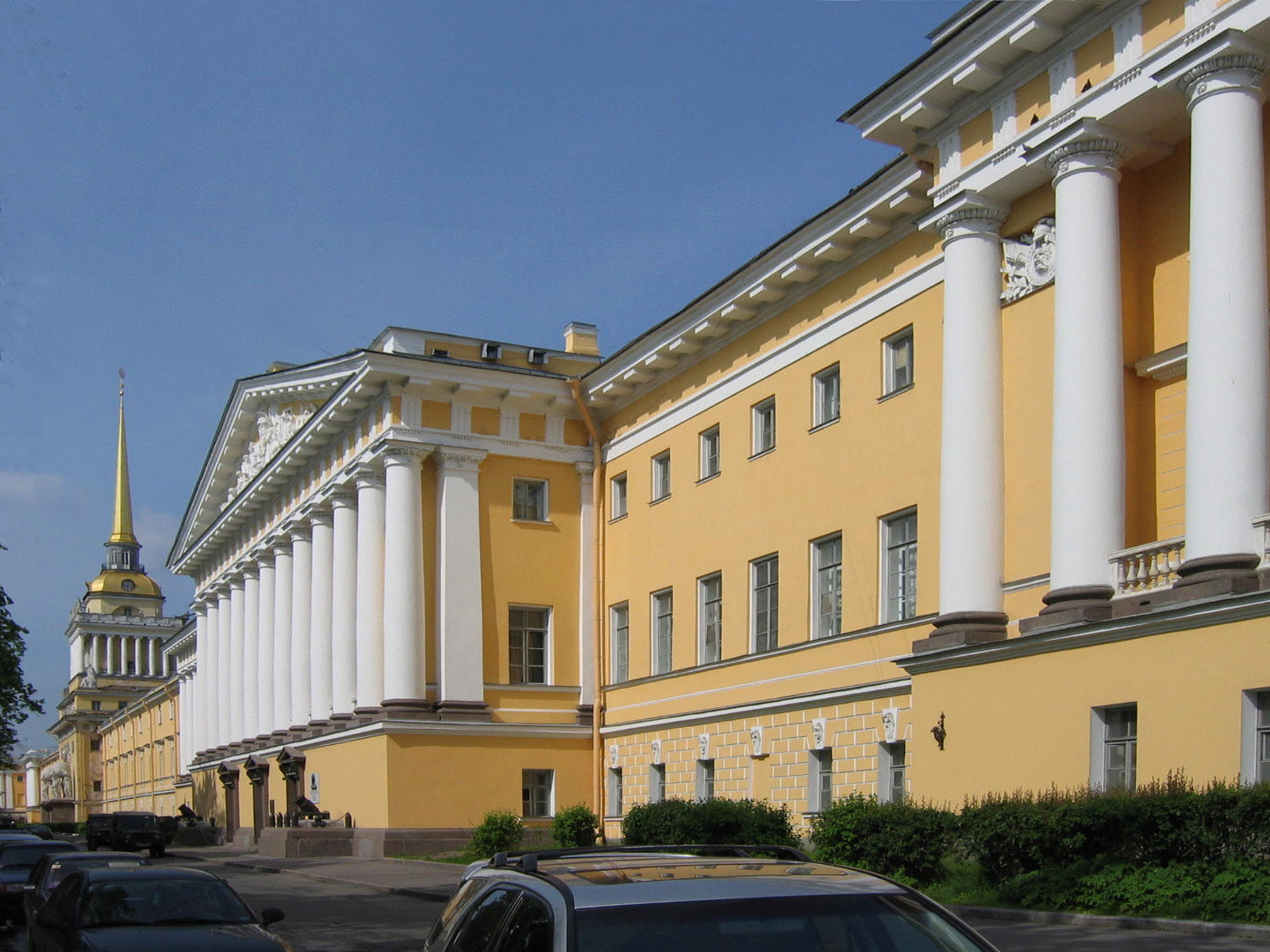
Palazzo dell'Ammiragliato di San Pietroburgo

Si formò nella città natale, presso l'Accademia di Belle Arti, ed in seguito studiò a Parigi con Jean Chalgrin, viaggiando anche in Italia.
All'inizio dell'Ottocento ottenne l'incarico di progettare il Palazzo dell'Ammiragliato di San Pietroburgo, che realizzò a partire dal 1806.
L'edificio, caratterizzato da un prospetto lungo circa 400 metri, venne dotato di una svettante torre sormontata da una guglia e di portici dodecastili presso i blocchi di estremità; nonostante le dimensioni imponenti dell'opera, è da rimarcare il carattere unitario della composizione, in cui riecheggia peraltro quella predilezione per le proporzioni su vasta scala di Étienne-Louis Boullée.
Si interessò quindi alla progettazione di numerose chiese, tra le quali spicca l'elegante chiesa di Sant'Andrea a Kronštadt, dotata di una facciata con torre campanaria e ingresso schermato da un portico classicheggiante.